# Jacutogastrura silvatica
Genre
Espèce
Jacutogastrura silvatica, unique représentant du genre Jacutogastrura, est une espèce de collemboles de la famille des Hypogastruridae.

## Distribution
Cette espèce est endémique de Sibérie en Russie.

## Publication originale
- Martynova, 1981 : « A new genus and new species of springtails (Collembola) from East Siberia ». Zoologicheskii Zhurnal, vol. 60, no 1, p. 151-157.